# Incompatibles
Incompatibles (en francés, De l'autre côté du périph) es una película de comedia policial y buddy film francesa estrenada en Francia el 19 de diciembre de 2012 y recogida para su distribución en EE. UU. por The Weinstein Company. Fue estrenado en los Estados Unidos. el 4 de abril de 2014. Incompatibles es la historia de dos policías muy diferentes que se unen después de que asesinan a la esposa de un magnate de los negocios. Una secuela, titulada Incompatibles 2 (en su idioma original, Loin du périph), estrenada el 6 de mayo de 2022 en Netflix

## Sinopsis
Cuando el oficial de policía chico malo Ousmane se ve involucrado en un accidente automovilístico, sus compañeros policías lo confunden con el agresor. Al día siguiente, la esposa de un magnate de los negocios aparece cerca del proyecto de vivienda de Ousmane. Ousmane establece conexiones entre los dos crímenes y cree que puede resolver ambos crímenes. Para ser escuchado por sus compañeros policías, Ousmane se ve obligado a formar equipo con el investigador parisino Francois Monge, quien tiene mucha más influencia departamental. A pesar de provenir y trabajar en vecindarios muy diferentes, la pareja encuentra puntos en común a través de su estilo policial, que incluye maltratar a los sospechosos y patear traseros.

## Reparto
- Omar Sy como Ousmane Diakhité
- Laurent Lafitte como François Monge
- Sabrina Ouazani como Yasmine
- Lionel Abelanski como Daniel Cardinet
- Youssef Hajdi como Giovanni / Nabil
- Maxime Motte como Van Gogh
- Léo Léothier como Gérard
- André Marcon como Chaligny
- Zabou Breitman como Comisario Morland
- Patrick Bonnel como Barlard
- Roch Leibovici como Patrick
- Rebecca Azan como Laurence
- Tchewk Essafi como Samir (como Chewik Essafi)
- Patrick Kodjo Topou como Tyson
- Samuel Goreini como Sam
- Katie Tchenko como El guardián del aviario

## Lanzamiento
La película se estrenó en los Estados Unidos el 4 de abril de 2014 y se estrenó en 50 cines.